# 제주한라병원
제주한라병원(濟州漢拏病院, Jeju Halla Hospital)은 1983년에 설립된 병원이다. 제주특별자치도 제주시 도령로 65에 위치하고 있다.

## 연혁
- 1983년 10월 : 개원
- 제주한라병원은 환자의 생명과 건강을 내 몸처럼 돌본다는 뜻의 '이명아명'(爾命我命)을 원훈으로 삼고, 1983년 10월 개원했다. 2018년 기준 병원 규모는 지하 2층, 지상 10층 규모의 건물 2동에 24개 진료과목을 개설하고 584 병상을 보유하고 있으며 다양한 응급환자 및 만성환자, 중중환자, 심지어 예전에는 엄두도 못냈던 백혈병과 같은 난치성 혈액질환 환자도 진료할 수 있는 높은 수준의 의료기술을 보유하고 있는 제주지역 최고의 병원이다. 이처럼 제주한라병원의 의료서비스가 크게 향상되면서 도민들은 보다 수준높은 양질의 의료혜택을 받을 수 있게 됐고 암, 심장, 뇌신경 등과 같은 중증질환 발병시 서울 등 대도시 대형병원에 오가며 겪어야 했던 막대한 비용과 불편을 덜게 됐다.

제주한라병원은 개원이후 의료불모지였던 제주의 의료환경을 개선하는데 힘썼다. 전국 어디에 내놓아도 뒤지지 않는 수준높은 의료기술을 보유한 역량있는 의료진과 현대적 의료장비를 도입했다. 분야별 전문인력과 전문센터를 개설해 지역주민들이 비싼 교통비와 체류비 등을 부담하면서 서울에 가지 않아도 질병을 치료할 수 있도록 하는데 힘썼다. 지난 2011년 정부가 시행하는 인증평가원의 심사를 거쳐 의료기관인증을 받은 이후 4년 단위로 인증을 계속 받고 있다.
현재 암 환자를 위해 다학제 진료가 가능한 전문 암센터를 개설, 운영하고 있으며, 특히 제주에서는 감히 엄두를 내지 못했던 백혈병 환자를 비롯한 희귀성 혈액암 환자를 전문치료하기위한 조혈모세포이식센터(BMT)를 운영하면서 자가말초조혈모세포이식은 물론 비혈연간 ‘동종조혈모세포이식’을 성공시켜 혈액질환치료의 불모지였던 제주의료계에 새 장을 열었다. 또 심장 및 뇌 손상 등으로 촌각을 다투는 응급환자를 돌볼 수 있는 심혈관센터와 뇌혈관센터, 대동맥·심장판막센터를 운영하고 있다. 지난 2008년에는 27주(860g)만에 태어난 미숙아를 신생아중환자실에서 1600g의 영아로 성장시킨 후 7cm미만의 영아 심장 수술을 성공시켰다. 프로축구선수 신영록을 쓰러지게 했던 부정맥의 시술, 관상동맥중재술 등 다양한 심질환 치료에도 서울의 유명 대학병원 못지 않은 성공실적을 보여주고 있다. 특히 대동맥류, 대동맥박리 등 대동맥 질환에 대해 전통적인 수술 치료뿐 아니라 최소 침습적 수술과 경피적 시술, 유기적 협진 시스템을 구축해 수술과 시술이 복합된 형태의 하이브리드 수술까지 가능해 서울로 응급헬기를 띄우는 일이 없어졌다.

## 제주권역응급의료센터
권역응급의료센터란 전국을 권역별로 나눠 해당 권역내 발생한 중증 응급질환에 대한 최종치료를 담당하는 응급의료기관중 최상위 진료기관이다. 제주한라병원은 2011년부터 제주 전역에서 대형 재난재해 및 응급사고 발생시 의료를 책임지는 권역응급의료센터로 지정돼 제주지역 응급환자에 대해 진료 종결기관으로서 역할을 수행하고 있다. 제주권역응급의료센터는 응급환자 유형에 따른 별도 진료구역과 소생실, 음압시설이 완비된 감염격리실, 응급환자 전용 중환자실, 입원실, CT검사실을 비롯 각종 첨단 장비를 갖추고 있다. 또 응급의학 전문의 12명이 24시간 365일 원스톱 응급의료체계로 제주 전지역에서 발생하는 각종 재난재해 및 대형 사고로 인한 중증응급환자를 진료하고 있다.

## 제주권역외상센터
권역외상센터는 24시간 365일 운영되며 중증외상환자가 발생하면 골든타임(1시간)내 병원 도착 즉시 진단과 함께 응급처치, 시술 및 수술 등 전문 진료를 받을 수 있는 외상환자전문센터를 말합니다. 제주권역외상센터는 제주도 전역 및 인근 도서지역에서 발생하는 외상환자의 예방가능사망률을 낮추고 지역사회 중증외상 관리체계의 중추적인 역환을 수행하기 위해 2016년 12월 보건복지부로부터 지정받아 2020년 3월 공식 개소하였습니다.
제주권역외상센터는 외상외과 세부전문의 자격이 있는 외상 전문의들과 여타 진료과 전문의들간긴밀한 협진체계를 유지하며, 외상환자 전용 의료시설을 갖춰 중증외상환자들에게 최적의 진료를 제공함으로써 중증외상환자의 사망률을 낮추고, 환자가 사고 트라우마를 이겨내고 일상에 복귀할 수 있도록 노력하고 있습니다. 또 손상 중증도가 일정 기준을 초과하는 중증외상환자가 권역외상센터에서 치료를 받게 되면 최대 30일동안 중증질환자 산정특례를 적용받아 국민건강보험의 본인부담금을 5%만 부담하게 됩니다. 따라서 고난도의 대형수술이나 처치를 수차례 받아야 하는 중증외상환자로서는 경제적 혜택도 받을 수 있습니다.

## 사회 공헌 활동
제주도내 종합병원 가운데는 처음으로 2007년부터 ‘사랑의 의료봉사단’을 구성해 쉽게 진료받기가 어려운 농어촌지역 노인 등을 위해 해마다 3~4차례 현장을 방문해 의료봉사활동을 펴고 있다. 지금까지 65회에 걸쳐 도내 읍면지역 구석구석을 방문하면서 어르신 5,000여명에 대해 의료혜택을 받을 수 있도록 했다. 이같은 활동으로 지역언론 등이 수여하는 봉사상을 수차례 수상하기도 했다.
또 정부가 추진하는 특수목적의 보건건강사업 적극적으로 참여해 여성가족부가 추진하는 제주해바라기센터, 고용노동부가 추진하는 제주근로자건강센터, 경찰청이 추진하는 제주경찰마음동행센터를 운영, 관리하고 있으며 소방방재청이 추진하는 사업으로 소방관들의 외상후스트레스증후군(PTSD)을 치유하기 위해 본원 임상심리연구소가 정기적으로 교육 및 상담활동을 펴고 있다.